# تاريخ الرسوم المتحركة الحاسوبية
بدأ تاريخ الرسوم المتحركة الحاسوبية مبكرًا في أربعينيات وخمسينيات القرن الماضي، عندما بدأ الناس بتجربة الرسومات الحاسوبية، وأبرزها من قبل جون ويتني. فقط بحلول أوائل الستينيات عندما أنشِئت أجهزة الحاسوب على نطاق واسع، ازدهرت سبُل جديدة للرسومات الحاسوبية المبتكرة. بدايةً، استُخدمت لأغراض علمية وهندسية وأغراض بحثية أخرى، ولكن بدأت التجربة الفنية في منتصف الستينيات، وأبرزها من قبل الدكتور توماس كالفيرت. في منتصف السبعينيات، بدأت جهود عديدة بالدخول لوسائل الإعلام العامة. تضمنت العديد من الرسومات الحاسوبية لهذا الوقت صورًا ثنائية الأبعاد، رغم تحسن قوة الحاسوب بنحو متزايد، ركزت الجهود المبذولة على تحقيق رسومات ثلاثية أبعاد واقعية. في أواخر الثمانينات، بدأت الصور الواقعية ثلاثية الأبعاد بالظهور بتصوير الأفلام، وفي منتصف التسعينيات، تطورت لدرجة إمكانية استخدام الرسوم المتحركة ثلاثية الأبعاد لإنتاج أفلام ذات ميزة كاملة.

## الرواد الأوائل: من الأربعينيات إلى منتصف الستينيات

### جون ويتني
عُد جون ويتني (1917–1995) رسامًا للرسوم المتحركة، وملحنًا ومُخترِعًا، وعُد أحد آباء الرسوم المتحركة الحاسوبية على نطاق واسع. في الأربعينيات والخمسينيات، ابتكر هو وشقيقه جيمس سلسلة أفلام تجريبية مصنوعة بجهاز مخصص تعتمد على أجهزة الحاسوب التناظرية القديمة المضادة للطائرات (تنبؤات كيريسون) متصلة بوساطة ماكينات التحكم بحركة الأضواء والكائنات المضاءة، وتعد المثال الأول للتصوير بالتحكم الحركي. أحد أشهر أعمال ويتني من هذه الفترة المبكرة هو تسلسل العنوان المتحرك من فلم الدُوار لألفريد هيتشكوك عام 1958، الذي تعاون فيه مع مصمم الغرافيك شاول باس. عام 1960، أسس ويتني شركته للرسوم المتحركة، التي ركزت إلى حد كبير على إنتاج عناوين الأفلام والتلفاز، مع استمرار المزيد من الأعمال التجريبية. عام 1968، استُخدم تصويره الفوتوغرافي لنموذج التحكم الحركي الرائد في فلم ستانلي كوبريك 2001: «رحلة فضائية»، أيضًا لتقنية التصوير المقطعي المستخدمة بخاتمة فلم «ستار غيت».

### أول صورة رقمية
من أوائل أجهزة الحاسوب الرقمية القابلة للبرمجة هي SEAC «حاسوب المعايير الأوتوماتيكية الشرقية»، التي دخلت الخدمة عام 1950 بالمكتب الوطني للمعايير (NBS) بولاية ماريلاند، الولايات المتحدة الأمريكية. عام 1957، كشف رائد الحاسوب راسل كيرش وفريقه عن ماسح ضوئي أسطواني لـ SEAC، «لتتبع اختلافات الكثافة لأسطح الصور الفوتوغرافية»، وبذلك صُنِعَت أول صورة رقمية بوساطة مسح الصورة الفوتوغرافية. تتكون الصورة، التي تصور ابن كيرش ذا الثلاثة أشهر، من 176*176 بكسل فقط. استخدموا الحاسوب لاستخراج الصور الخطية، وعد الكائنات، والتعرف على أنواع الشخصيات، وعرض الصور الرقمية على شاشة راسم الذبذبات. يمكن عد هذا الاختراق رائدًا لجميع الصور الحاسوبية اللاحقة، وإدراكًا لأهمية هذه الصورة الرقمية الأولى، نُسِبَت هذه الصورة بوصفها واحدة من «100 صورة غيرت العالم» بمجلة لايف عام 2003.
من أواخر الخمسينيات وأوائل الستينيات، أصبحت الحواسيب الرقمية المركزية شائعة داخل المؤسسات الضخمة والجامعات، وسَتُزَوَد بنحو متزايد بأجهزة الرسم البياني وشاشات الرسوم. ونتيجة لذلك، بدأ ينفتح مجال جديد من التجارب. 

### أول فلم رسومي بالحاسوب
عام 1960، انشِئت رسوم متحركة مدتها 49 ثانية لسيارة تسير على طريق سريع مخطط في المعهد الملكي السويدي للتكنلوجيا على حاسب BESK. أدركت شركة الاستشارية نورديسك ADB، التي قدمت برامج للوكالة السويدية الملكية لبناء الطرق والمياه، أن لها جميع الإحداثيات لتتمكن من رسم الطريق السريع من ستوكهولم إلى ناكا من منظور مقعد السائق. أمام راسم الذبذبات المصمم خصيصًا بدقة 1 ميغا بيكسل، رُكِبت كاميرا مقاسها 35 مم مع مجلة موسعة على حامل مصنوع خصيصًا. تحكم الحاسوب تلقائيًا بالكاميرا، الذي أرسل إشارة للكاميرا عند تغذية صورة جديدة على مرسمة الذبذبات. تأخذ صورة كل عشرين مترًا (ياردة) من المسار الافتراضي. نتيجةً لذلك كانت رحلة خيالية على الطريق السريع الافتراضي بسرعة 110 كم/ساعة (70 ميلًا بالساعة). بُثَت الرسوم المتحركة في 9 نوفمبر 1961، في وقت الذروة في نشرة الأخبار التلفزيونية الوطنية أكتويلت. 

### مختبرات بيل
كانت مختبرات بيل في موراي هيل، نيو جيرسي، مساهمًا بحثيًا رائدًا في الرسومات الحاسوبية، والرسوم المتحركة الحاسوبية والموسيقى الإلكترونية منذ بداياتها في أوائل الستينيات. بدايةً، كان الباحثون مهتمين بما يمكن للحاسوب عمله، ولكن أثبتت نتائج الأعمال المرئية التي أنتجها الحاسوب خلال هذه الفترة أن أشخاصًا، مثل إدوارد زاجاك، ومايكل نول، وكين نولتون؛ عُدوا فنانين رائدين في مجال الحاسوب.
أنتج إدوارد زاجاك إحدى الأفلام الأوائل التي انشِئت بوساطة الحاسوب بمختبرات بيل عام 1963، بعنوان «نظام التحكم بالتدرج الجاذبي الثنائي»، التي أثبتت أنه بإمكان تثبيت القمر الصناعي حتى يكون له جانب مواجه للأرض في أثناء دورانه.
طوّر كين نولتون نظام الرسوم المتحركة بيفليكس «Bell Flicks» عام 1963، التي استُخدمت لإنتاج عشرات الأفلام الفنية للفنانين ستان فانديربيك، ونولتون وليليان شوالتز. بدلًا من البرمجة الأولية، عمِلَت بيفليكس باستخدام «بدائل رسومية»، مثل رسم خط، ونسخ منطقة، وملء منطقة، وتكبير منطقة وما شابه ذلك.
عام 1965، أنشأ مايكل نول أفلامًا مجسمة ثلاثية الأبعاد بوساطة الحاسوب، تتضمن فرقة باليه بأشكال عصية تتحرك على المسرح. أظهرت بعض الأفلام أيضًا كائنات متشعبة رباعية الأبعاد المتوقعة لثلاثية الأبعاد. نحو عام 1967، استخدم نول تقنية الرسوم المتحركة لإنتاج تسلسلات عناوين متحركة بالحاسوب للفيلم التجاري القصير «الآلة الرائعة» (من إنتاج مختبرات بيل)، والمسلسل التلفزيوني الخاص «المجهول» (من إنتاج والت ديفاريا). نُفِذت أيضًا العديد من المشاريع في مجالات أخرى في ذلك الوقت. 